# الفاضل الجزيري
الفاضل الجزيري ولد في تونس سنة 1948، هو ممثل ومخرج تونسي.

## حياته
ولد في عائلة من البرجوازية الصغيرة في تونس المدينة معروفة بصناعة الشاشية، والده كان بائع كتب معروف في باب سويقة ومدير مقهى رمسيس ونزل الزيتونة وهي أماكن تجمع السياسيين والمؤلفين والمسرحيين والموسيقيين في ذلك الوقت. مكن هذا المحيط فاضل الجزيري من تطوير حبه للثقافة والمسرح. وتابع دراسته الثانوية في المدرسة الصادقية، حيث كان عضوا في فرقة درامية مدرسية وكان معه وزير الثقافة المستقبلي عبد الرؤوف الباسطي والممثل رؤوف بن عمر. أصبح فاضل الجزيري واحدا من تلاميذ زبير التركي في الرسم تحت إشراف محسن بن عبد الله وأحمد لاربي في اللغة العربية.
عندما كان تلميذا، كان يشارك في مظاهرات 1968 وفي إضرابات الطلبة في كلية الآداب بتونس، حيث كان يتحدث في إحدى القاعات لكي يعبر عن آرائه بصفته ممثلا للطلبة. في سنة 1969، التحق بشعبة الفلسفة لكنه أعيد بسرعة بسبب مواقفه.

## أعماله
بدأت نشاطاته المسرحية الأولى في دار الثقافة ابن خلدون وهناك شارك في مسرحية مراد الثالث لعلي بن عياد وحبيب بولعراس. ينفق منحة لاحقا للدراسة في لندن، برفقة الهادي غويلا، رؤوف بن عمر ورضا بن سليمان. وعندما عاد إلى تونس، شارك في تأسيس مسرح الجنوب بقفصة سنة 1972 برفقة فاضل الجعايبي، جليلة بكار، رجاء فرحات ومحمد إدريس الذي أخرج مسرحية جحا والشرق الحائر. في 1976 أسس مع فاضل الجعايبي والحبيب مسروقي مسرح تونس الجديد وانتجوا «العرس» غسّالة النوادر، عرب والكريطة، مع فرقة مسرحية هاوية متكونة من لمين النهدي، كمال التواتي، عبد الحميد قياس وتوفيق البحري.
أما في السينما، مثل الجزيري في ترافيرسي (عبور) سنة 1981 لمحمود بن محمود، وفي سجنان لعبد اللطيف بن عمار وفي الميسيا لروبرتو روسيليني. في سنة 2007 أخرج فيلم ثلاثون. كما أخرج عدة مسرحيات لسمير العقربي في النوبة (1991)، الحضرة ونجوم (1992)، وكذلك مسرحيات من تأليفه مثل الزازة والحضرة 2010.

## روابط خارجية
- الفاضل الجزيري على موقع IMDb (الإنجليزية)
- الفاضل الجزيري على موقع روتن توميتوز (الإنجليزية)
- الفاضل الجزيري على موقع قاعدة بيانات الأفلام العربية
- الفاضل الجزيري على موقع ألو سيني (الفرنسية)
- الفاضل الجزيري على موقع ميوزك برينز (الإنجليزية)
- الفاضل الجزيري على موقع أول موفي (الإنجليزية)
- الفاضل الجزيري على موقع ديسكوغز (الإنجليزية)
- الفاضل الجزيري على موقع قاعدة بيانات الفيلم (الإنجليزية)
- الفاضل الجزيري على موقع كينوبويسك (الروسية)